# Asociación Deportiva Ramonense
La Asociación Deportiva Ramonense es un  club de fútbol de Costa Rica, con sede en el cantón de San Ramón en Alajuela. Fue fundado el 5 de abril de 1953 y refundado el 30 de abril del 2021.

## Historia
Fue el 5 de abril de 1953 cuando los ramonenses culminaron un sueño, el de tener un club de fútbol en la comunidad, se acredita la idea entre otros, a un español asentado en la ciudad de San Ramón, el señor Domingo Borja Pagés, primer presidente del equipo, el cual fue el encargado de convencer a la comunidad y a los dirigentes municipales, tras una reunión en el palacio municipal quedó formalmente establecida la nueva asociación deportiva.
Luego de que el señor Borja lograra su cometido y tras un año al frente del equipo, llegó en 1955 el señor Guillermo Vargas Roldán, benefactor y colaborador incondicional del cuadro poeta, por más de 30 años se mantuvo ligado al equipo y vio cada ascenso y descenso ramonense entre 1956 y 1988, pasando por la Segunda División y hasta llegar a la Primera División. Fue en definitiva el año de 1968 cuando los ramonenses logran el ansiado boleto a la máxima categoría, de la mano de una de sus grandes estrellas, Toribio Rojas, el cuadro de la provincia de Alajuela se impuso a Municipal Turrialba 1 a 0.
Con altibajos, el plantel de San Ramón logró mantenerse entre los mejores del fútbol costarricense, armando incluso uno de los mejores cuadros que se le recuerdan, el de 1972 bajo el mando del estratega charrúa Orlando De León; con figuras como los uruguayos Jorge Washington Santos, Telmo Blanco y Víctor Pereira más el esfuerzo de los ticos Gerardo Gutiérrez, Carlos Losilla y William Cruz, el club se hizo con un histórico tercer lugar.
Veinte años pasaron para que Ramonense descendiera por primera vez, fue en 1988 cuando con apenas 26 puntos en 36 juegos los rojiblancos se vieron obligados a volver a la Segunda División, la primera los esperó hasta que regresaron en la temporada 1992-93, bajaron de nuevo en 1998-99 consiguiendo el retorno para la 2003-04, mas no pudieron evitar una mala temporada en la 2005-06 cayendo nuevamente a la división de Ascenso, pero regresaron para el Invierno 2008 y lograron hacer del Verano 2009 una de sus temporadas más sonadas cuando avanzaron hasta los cuartos de final donde perdió contra el Club Sport Herediano con marcador global de 2 a 3. Para el siguiente año, en el Verano 2010, el equipo poeta se vio enfrascado en una lucha contra el equipo de la Universidad de Costa Rica por el no-descenso. Al Final de la campaña, ambas escuadras terminaron empatadas en puntos en el último lugar, pero en un caso inédito, los ramonenses descendieron a la Segunda División por tener menor gol diferencia.
Se recuerda en especial a Ramonense por la formación de algunos grandes valores al balompié tico especialmente dos futbolistas que dieron alma, vida y corazón por el país en el Mundial de Italia 1990, el arquero Gabelo Conejo y el recio defensor Mauricio Chunche Montero.
El mejor resultado del equipo en la Primera División han sido los dos terceros puestos en 1972 y 1978. Ha sido campeón de la Segunda División en cuatro ocasiones.
En el Campeonato de Apertura 2010-2011 fue inscrito bajo el nombre de Club Deportivo Ramonense, entregado en administración a El Poeta Occidente Sociedad Anónima Deportiva.
Para el Campeonato de Apertura LIASCE 2011-2012 pasó nuevamente a ser administrado por la Asociación Deportiva Ramonense, manteniendo su nombre tradicional hasta la fecha. Disputa el denominado Clásico de Occidente con el Municipal Grecia.
Para el Torneo Clausura 2012 - 2013 de Segunda División, el equipo descendió a la Liga de Fútbol Aficionado, luego de no poder hacerle frente a las deudas económicas que lo afectaban y reglamentariamente le impedían participar. ni un solo partido en la Liga de Ascenso por estar morosos con la Caja Costarricense del Seguro Social por lo cual culminó en la última casilla de la Tabla General y eso hizo que el equipo descendiera a la Tercera División. Esta situación fue ampliamente discutida por la junta directiva y la afición, pidiendo explicaciones a las respectivas autoridades del fútbol costarricense, pues existían otros clubes que estando también morosos sí se les permitió participar, lo cual permite pensar que la intención era perjudicar adrede a Ramonense.
Antecedente del DMSR y posterior refundación
Durante el año del 2014  se inscribió al Municipal San Ramón el cual fue un equipo profesional de fútbol, con sede en la ciudad de San Ramón, provincia de Alajuela, Costa Rica. Compitió en la Segunda División de Costa Rica desde 2014 hasta su desaparición en 2021 debido a que el dueño de la franquicia la trasladó a la localidad de Belén para fundar a Escorpiones de Belén.
El equipo se dio a la tarea de tratar de ser el sucesor directo y heredero deportivo de la tradición futbolística en el cantón promovida por la antigua Asociación Deportiva Ramonense (ADR), club desaparecido en el año 2013 luego de los problemas económicos y administrativos que lo afectaron, aunque gracias a la iniciativa de vecinos, aficionados y exjugadores del cantón, el equipo Asociación Deportiva Ramonense volvió a refundarse para competir en la Primera División de LINAFA a partir del 2022 con una nueva cédula jurídica avalada por el Departamento de Historia de la Fedefutbol poniendo la representación futbolística de los ramonenses de nuevo en el mapa nacional.
Refundación de 2021
En abril de 2021 un grupo de aficionados, vecinos y exjugadores afines a la ADR, deciden formar una Comisión encargada de formar un grupo para ponerlo a competir en la Segunda B de Linafa, además será la encargada de gestionar una nueva cédula jurídica.

### El fallo de intentar estar en la Liga de Ascenso
A finales de junio se dio a conocer que Ramonense había comprado la franquicia de Jacó Fútbol Club e iba a participar en La Liga de Ascenso después de casi diez años de ausencia, pero A.D. San Carlos compra la franquicia teniendo Ramonense un acuerdo con Jacó.

### Compra de franquicia para Segunda B de Linafa
En agosto de 2024 el equipo de la Asociación Deportiva Ramonense adquiere la franquicia del equipo de MW-C. E. F, proyecto del exfutbolista Mauricio Wright, que jugaba en la Segunda B desde el 2019, por lo que tomará el lugar de este equipo a partir de la Temporada 2024-2025 bajo el nombre de A.D. Ramonense. Así lo anunciaron en conferencia de prensa el 7 de agosto de 2024. 

## Datos del club
- Nombre: Asociación Deportiva Ramonense
- Fundación: 5 de abril de 1953
- Re-Fundación: 30 de abril de 2021
- Debut en Primera: 20 de marzo de 1968 ante el Deportivo Saprissa, cayó Ramonense 0-3
- Primer gol en Primera: William Cruz ante el Herediano en el Estadio Eladio Rosabal Cordero, triunfo florense 3-1.
- Máximo goleador en Primera: Carlos Losilla con 69 conquistas
- Jugador más veces Seleccionado: Luis Gabelo Conejo, 17 juegos entre 1987 y 1989.

### Mejores Posiciones
- 1972: Se clasificó a la cuadrangular final, ocupando el tercer lugar general.
- 1973: Se clasificó a la cuadrangular final y ocupó la cuarta casilla.
- 1976: Se clasificó a la pentagonal final y fue quinto.
- 1978: Se clasificó a la pentagonal final y quedó segundo de la pentagonal (3ero del campeonato).
- 1992: Se jugaron dos cuadrangulares y Ramonense fue tercero de una de ellas.
- 1993: Se clasificó a la octagonal y en muerte súbita fue eliminado por Alajuelense.
- 1994: Se jugaron dos cuadrangulares y Ramonense fue cuarto de una de ellas.
- 1995: Se clasificó a la octagonal y el Cartaginés lo eliminó en muerte súbita.
- 1997: Se clasificó a las muertes súbitas y lo eliminó el Saprissa.
- Verano 2009: Se clasificó a cuartos de final donde perdió con Herediano 2x3 (0x1 y 2x2) (5.º lugar en la general)

## Uniforme
- Uniforme titular: Camiseta roja, pantalón rojo, medias rojas.
- Uniforme alternativo: Camiseta blanca, pantalón blanco, medias blancas.

## Históricos

### Máximos goleadores
- Carlos Losilla (70)
- William Cruz (63)
- Omar Arroyo (34)
- José Rodríguez (30)
- Sergio Morales (27)
- Efraín Orozco (26)
- Ronald Pérez (24)
- Kervin Lacey (24)
- Alejandro Sequeira (22)
- Gerardo Najera (20)
- Wayne Wilson (20)

### Jugadores con más partidos
- Carlos Losilla (328)
- William Cruz (253)
- Luis Ángel Ortiz (232)
- Juan Mora (191)
- Gerardo Nájera (176)
- Juan Diego Ulate (173)
- Hilario Falcón (170)
- Leonel Ramírez (169)
- Roger Álvarez (164)
- Carlos Ulate (163)

- Extranjero con más choques:

 Víctor Pereira con 79 juegos
- Porteros con más juegos:

Luis Gabelo Conejo con 140 y Álvaro Fuentes con 88
- Defensas con más juegos:

Luis Ángel Ortiz con 232 y Juan Diego Ulate con 133
- Volantes con más juegos:

Carlos Losilla con 328 y Juan Mora con 191
- Atacantes con más juegos:

William Cruz con 253 y Gerardo Nájera con 176
- Con más juegos en una temporada:

Henry Fajardo con 45 en 1995-1996

## Estadio
El estadio es propiedad de la Municipalidad de San Ramón y lo utiliza el equipo de la Tercera División de Costa Rica, la Asociación Deportiva Ramonense el cual representa a dicho cantón. Además, el equipo de la Asociación Deportiva de Fútbol Femenino de San Ramón lo utiliza como casa en el Campeonato de Primera División de esa disciplina.
Lleva por nombre el del señor Guillermo Vargas Roldán, quién se mantuvo por más de tres décadas en el equipo.
El estadio tiene capacidad para 3500 aficionados, cuenta con grama natural. Sus graderías están ubicadas hacia los costados este (la de sol) y oeste (la de sombra) y tiene espacio suficiente para construir graderías hacia los lados norte y sur, además cuente con iluminación artificial.
Para el año 2016. el Instituto Costarricense del Deporte ICODER asignó un presupuesto de 100.000.000 colones para realizar mejoras en batería sanitarias, camerinos, tapias de cerramiento y cubierta de techo de gradería.

## Palmarés

### Torneos nacionales
- Segunda División (4): 1967-1968, 1991-1992, 2002-2003, 2007-2008.
- Primera División: 1972- 3.er Lugar, 1978- 3.er Lugar.